# Joseph Hiriart
Pour les articles homonymes, voir Hiriart.
Joseph Hiriart, né le 5 mars 1888 à Bayonne et mort le 17 novembre 1946 à Paris, est un architecte français.

## Biographie
Il commence sa formation d'architecte en 1910 à l'école nationale supérieure des beaux arts. Après sa mobilisation durant la Première Guerre mondiale, il est diplômé le 7 juin 1922.
Il réalise de très nombreux projets à Paris dans les Pyrénées-Atlantiques et en Tunisie. Avec ses associés Georges Tribout, Georges Beau, Francois Lafaye et Marcel Seignouret, il est un architecte prolifique dont le style s'inspire d’influences diverses, tout autant classiques, Art déco, que teintées de modernisme ou de traditions.

## Distinctions
- Chevalier de la Légion d'honneur (1932).
- Croix de guerre 1914–1918.

## Principales réalisations

### Base Mérimée du ministère de la culture
- 1924-1926 Villa Lehen-Tokia à Ciboure avec Georges Tribout et Georges Beau
- 1925-1929 Villa Leïhorra à Ciboure avec Georges Tribout et Georges Beau[4]
- 1926-1931 Chapelle du Sacré-Cœur à Hasparren avec Georges Tribout et Georges Beau
- 1929 Villa Sirius à Bayonne avec François Lafaye
- 1929-1931 la Villa Bleue à Barcelonnette avec Georges Tribout et Georges Beau
- 1930 Casino de Salies-de-Béarn avec Georges Tribout et Georges Beau

### Autres constructions
- 1925 Pavillon des Galeries Lafayette,Exposition internationale des Arts décoratifs et industriels modernes avec Georges Tribout, Georges Beau et Maurice Dufrène.
- 1926 Hotel Guetaria, Guétary
- 1930-1935 Musée de la mer de Biarritz [5] avec François Lafaye et  R Lacoureyre

## Galerie

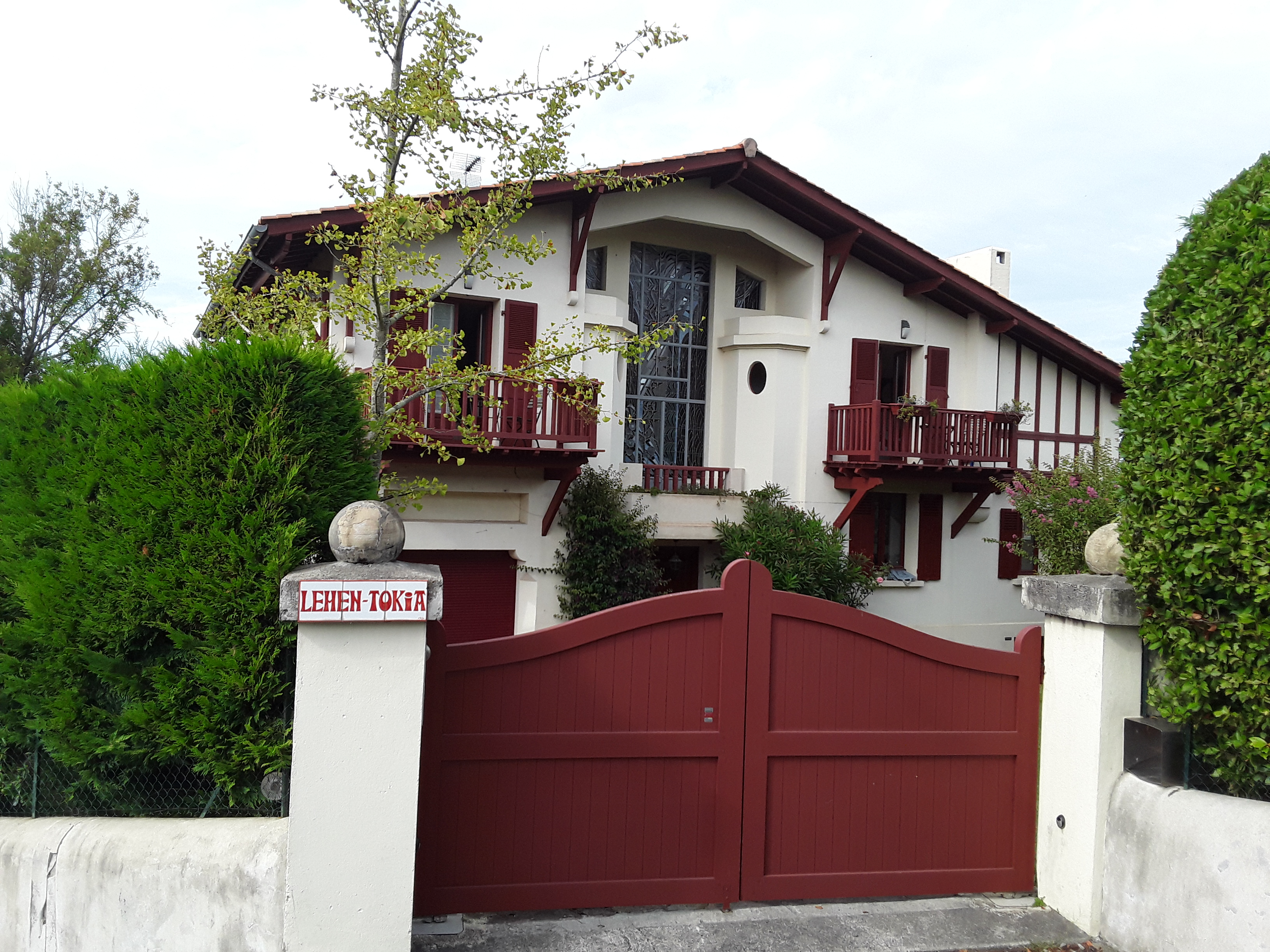
Villa Lehen-Tokia
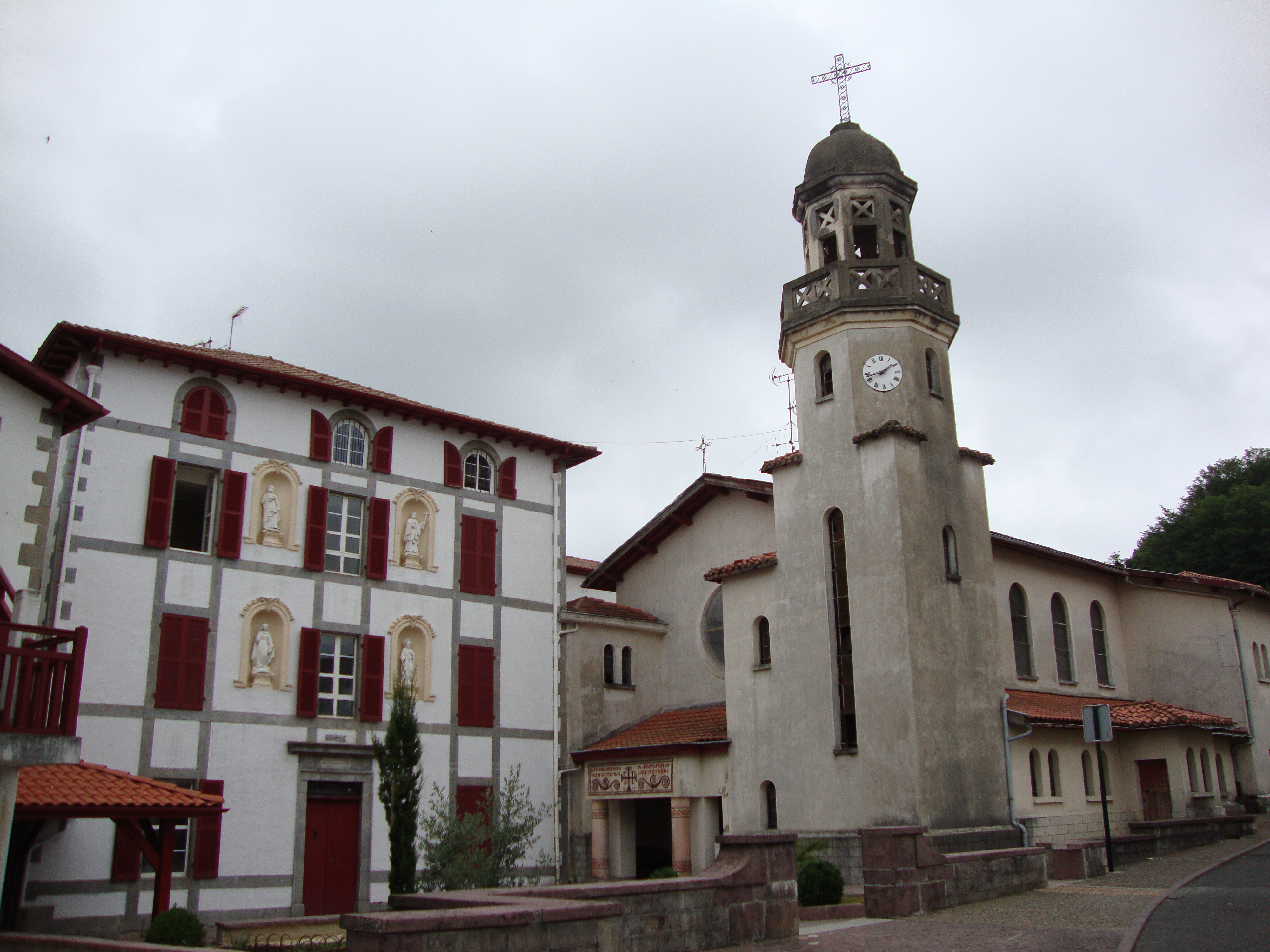
Chapelle du Sacré-Cœur à Hasparren
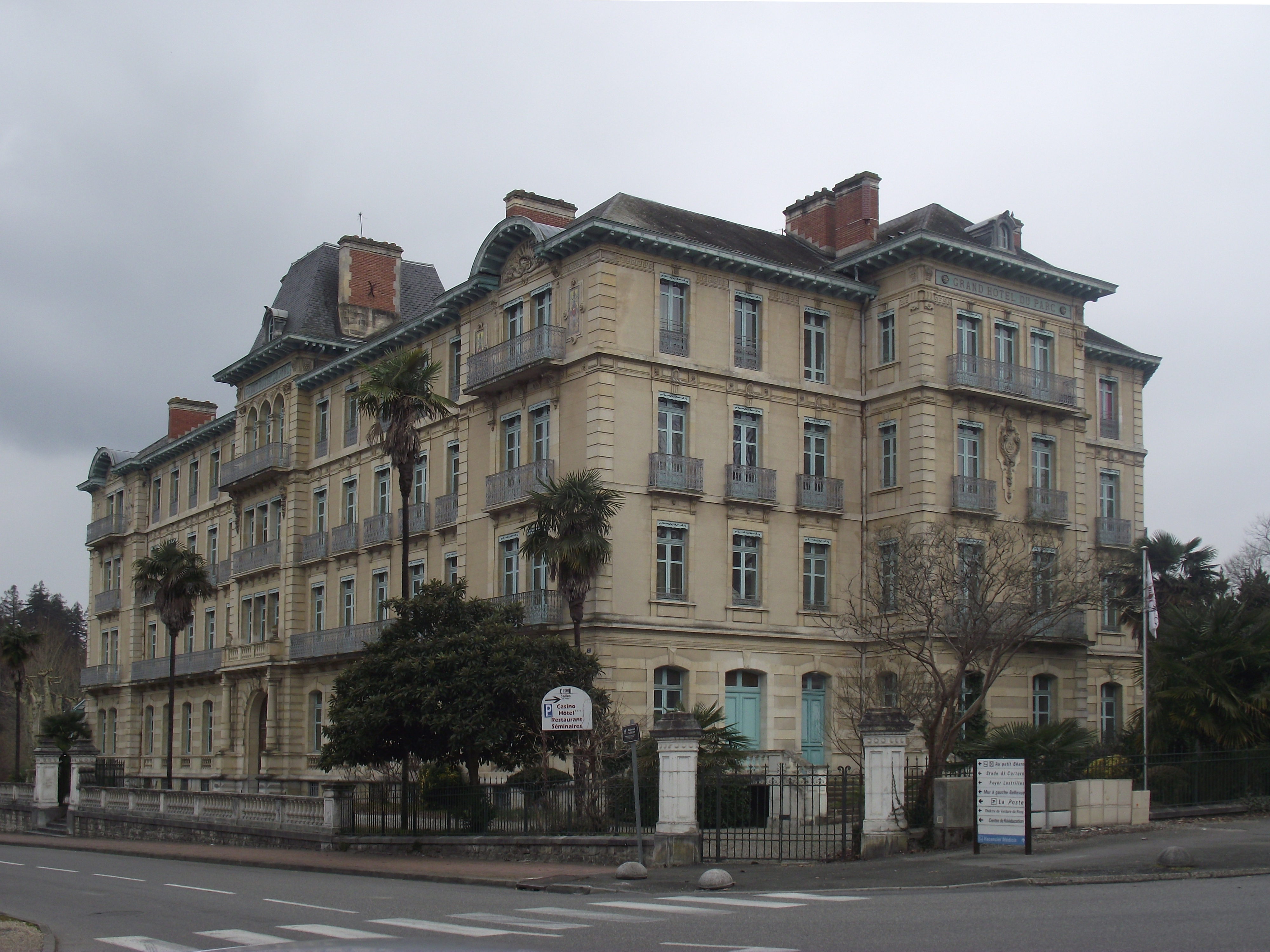
Casino de Salies-de-Béarn
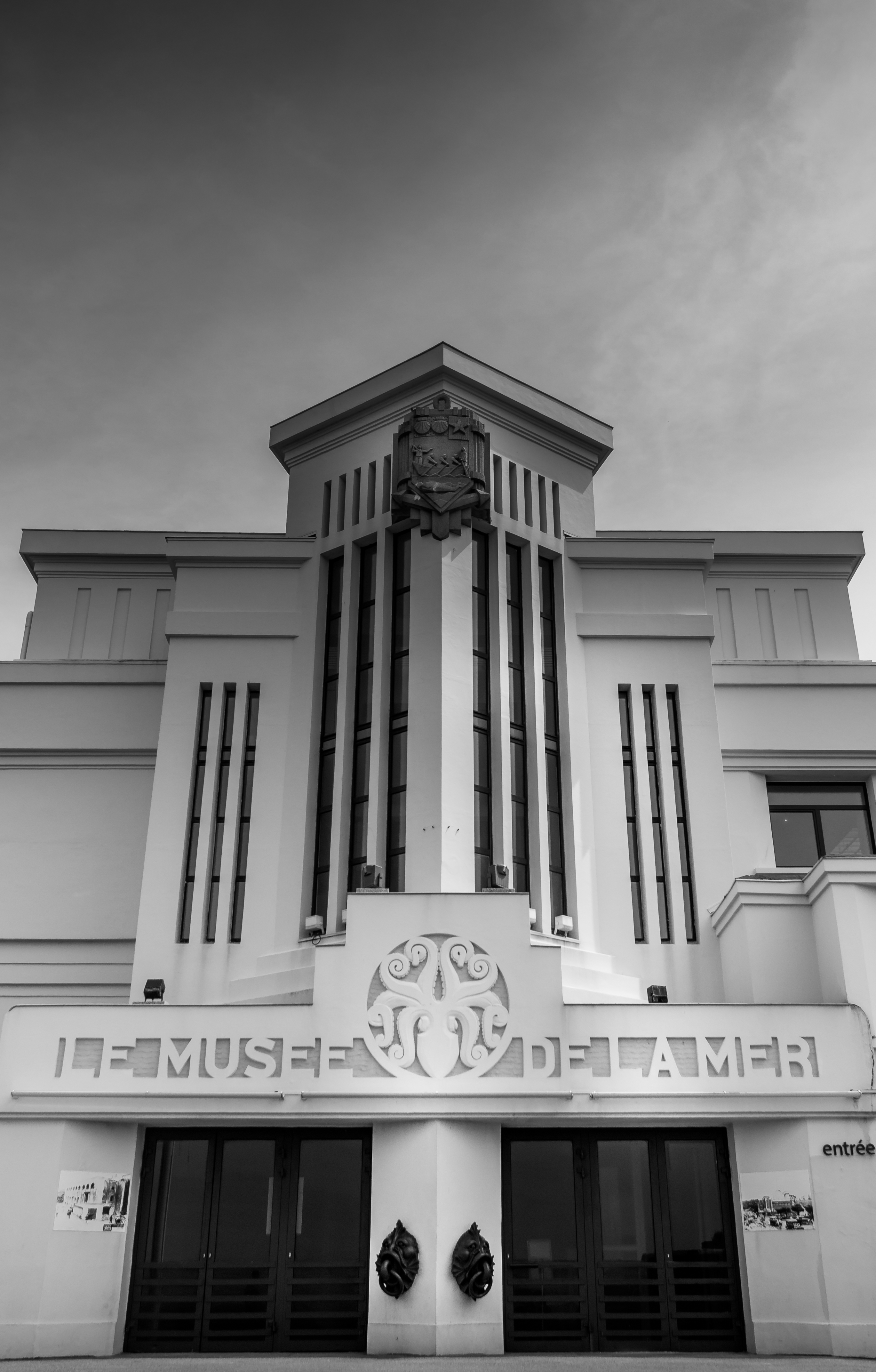
Musée de la Mer de Biarritz